# هرمان هوفله
هرمان هوفله (به آلمانی: Hermann Höfle) (زاده ۱۹ ژوئن ۱۹۱۱، مرگ ۲۱ اوت ۱۹۶۲) یک تعمیرکار خودروی اتریشی در دوره رایش سوم و هماهنگ‌کننده عملیات راینهارد بود. او همچنین جانشین اودیلو گلوبوکنیک در عملیات راینهارد بود.وی در ۲ ژانویه ۱۹۶۲ در زالتسبورگ دستگیر و به زندانی در وین فرستاده شد اما قبل از شروع محاکمه در ۲۱ اوت ۱۹۶۲ با طناب دار خودکشی کرد.